# Jan Verhas
Jan Verhas (Dendermonde, 9 gennaio 1834 – Schaerbeek, 31 ottobre 1896) è stato un pittore belga.

## Biografia
Jan Verhas studiò sotto suo padre, Emmanuel Verhas, anche egli pittore, e con Nicaise De Keyser presso l'Accademia delle Belle Arti di Anversa. Nel 1860 si trasferì a Parigi. Viaggiò in Italia nel 1862 e poi si stabilì ad Anversa. Tra il 1863 e il 1867 visse a Binche e nel 1867 a Bruxelles, dove dipinse ritratti di bambini. 
Vinse anche una medaglia d'oro presso il Salon di Parigi nel 1889. Dopo i suoi esordi accademici intraprese lo stile romanticista (1854-1867), e in seguito il tema infantile (ritratti di bimbi) (1868-1879). Tra il 1882 e il 1896 fece vari dipinti della spiaggia di Heist

## Galleria d'immagini

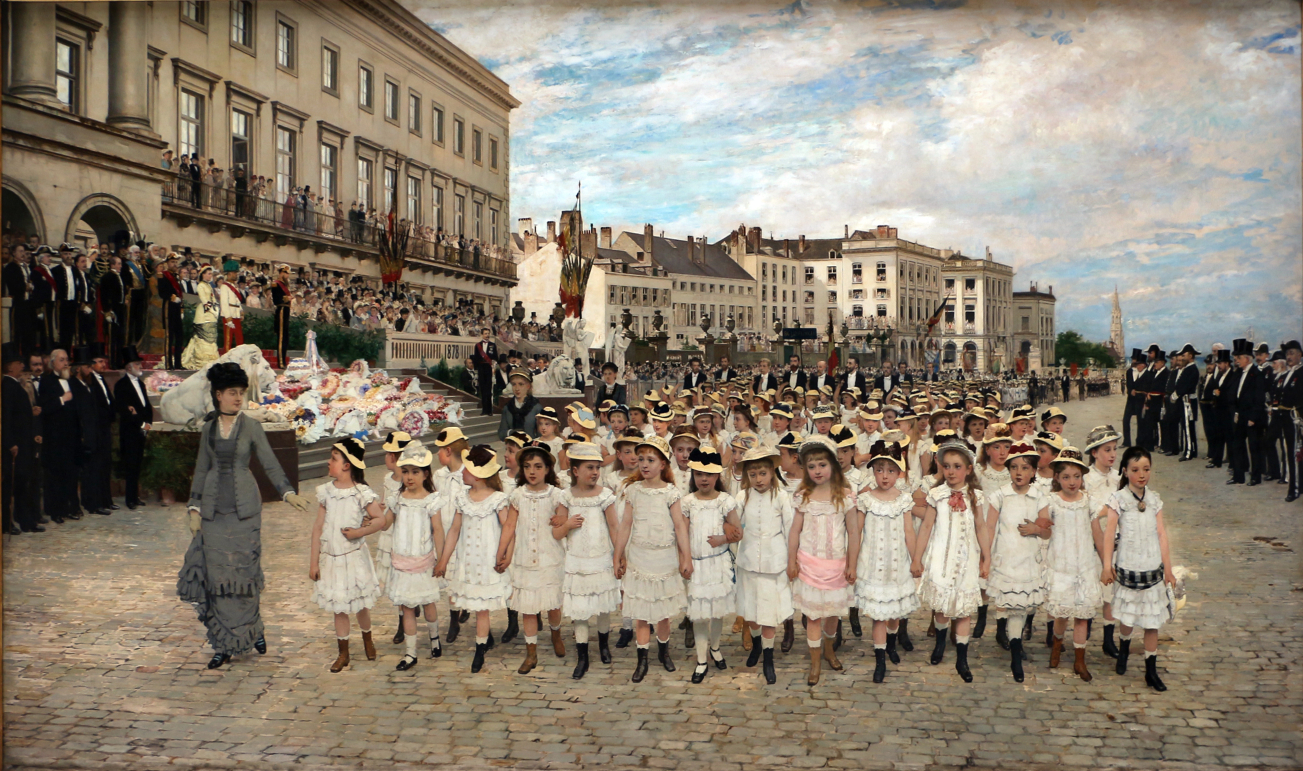
La sfilata delle scuole (1878), Museo reale delle belle arti del Belgio
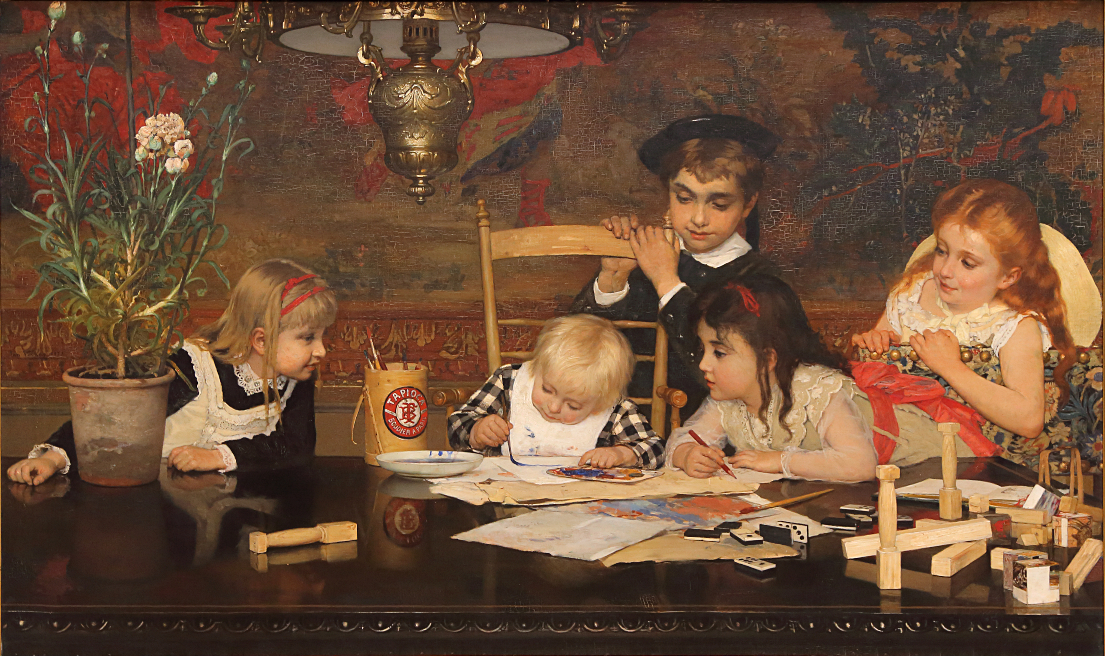
Il maestro pittore (1877), Museo delle Belle Arti di Ghent
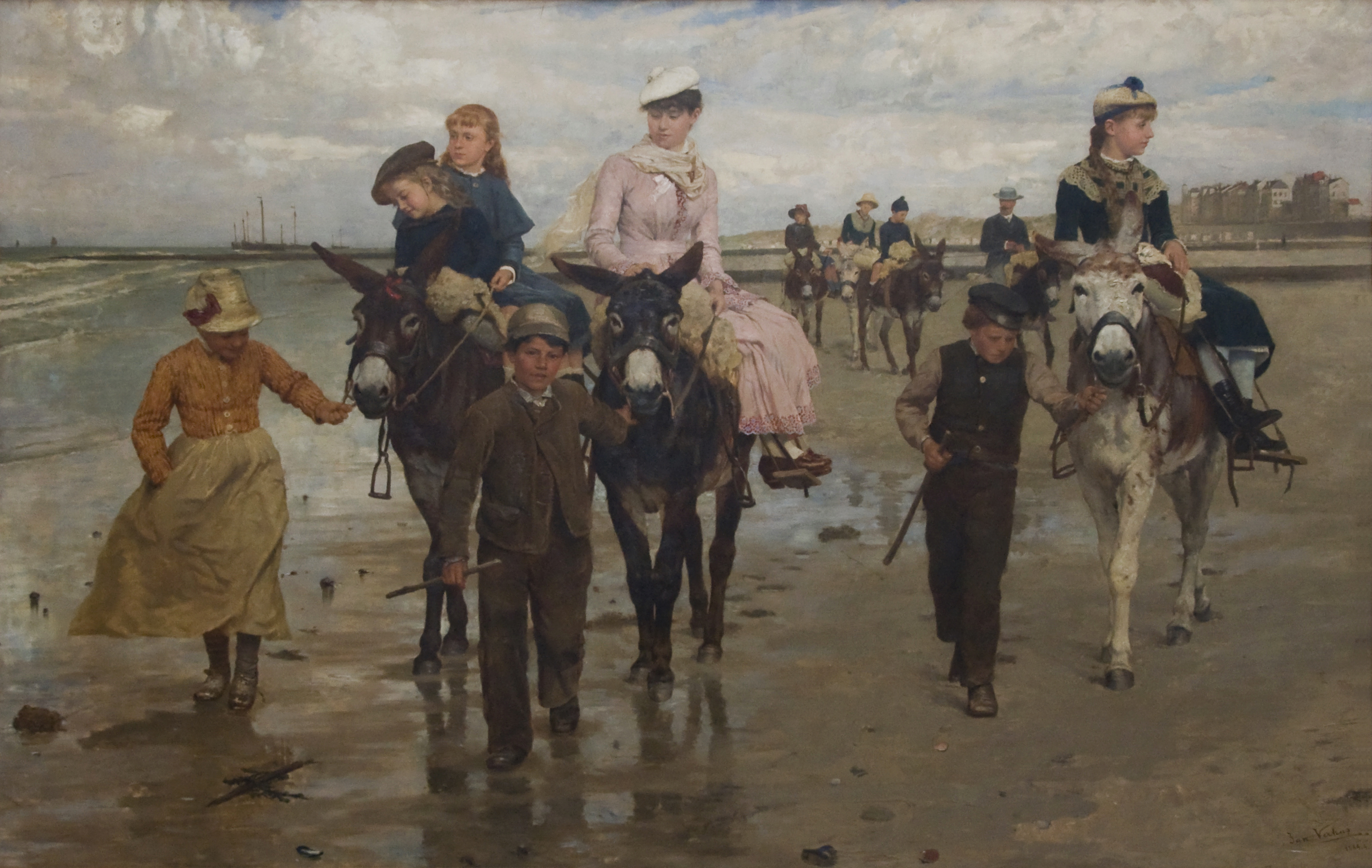
Cavalcare un asino sulla spiaggia (1884), Museo Reale delle Belle Arti di Anversa
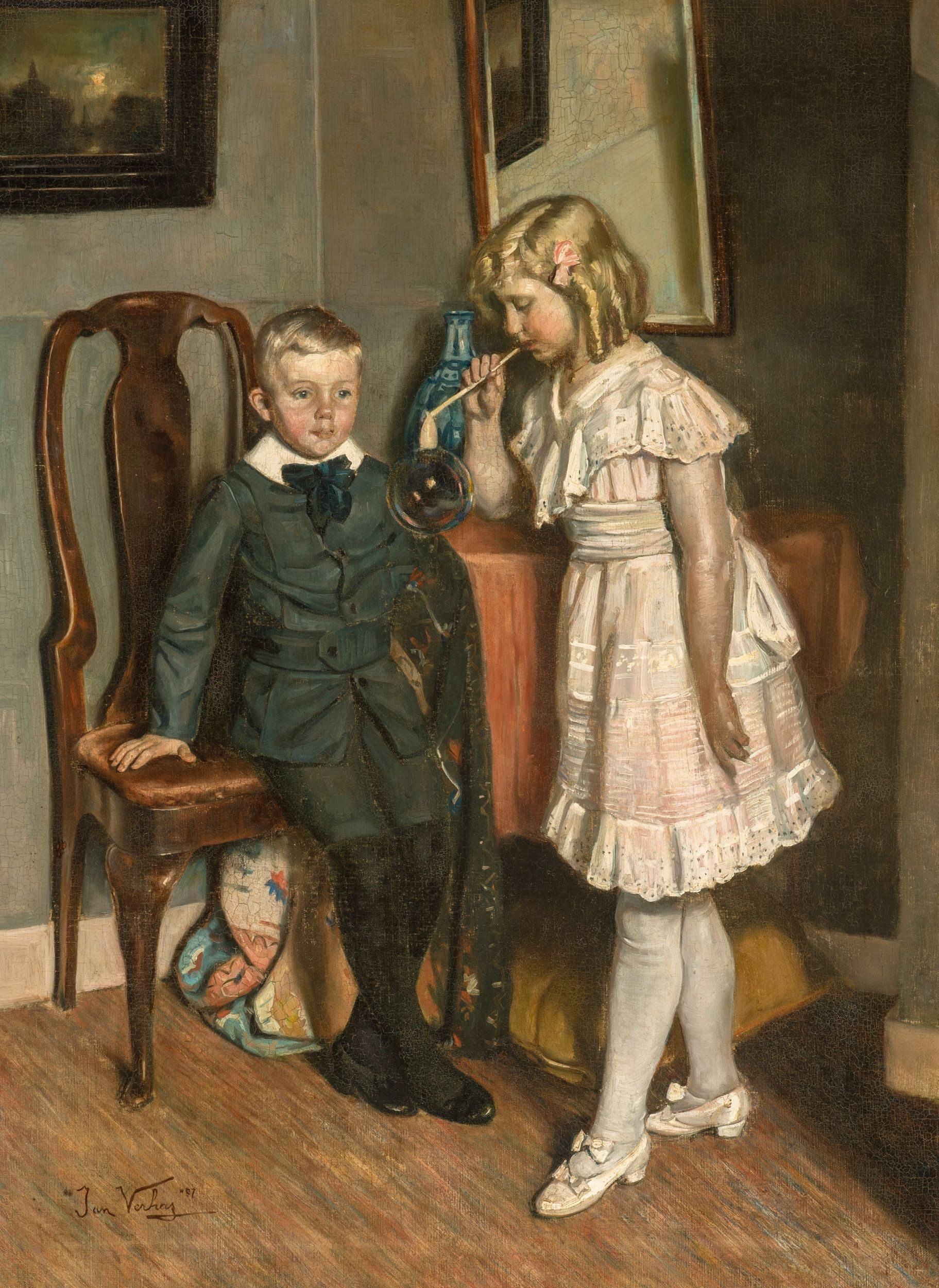
Bambini che fanno le bolle (1887), Museo Comunale delle Belle Arti di Ixelles